# Fjallið (Tórshavn)
Fjallið è una montagna alta 222 metri sul mare, situata sull'isola di Streymoy, la maggiore nell'arcipelago delle Isole Fær Øer, in Danimarca.